# 小鹿範満
小鹿 範満（おしか のりみつ）は、室町時代後期の武将。小鹿範頼（のりより）の子。

## 生涯
父の範頼（幼名は千代秋丸）は今川家第4代当主であった今川範政の子であり、範政は千代秋丸の家督継承を望んだが、兄の範忠と家督争いの末に、室町幕府の裁定によって範忠が家督を相続した。そのため、範頼は駿府郊外の小鹿を領していたことから小鹿姓を称した。
母を堀越公方の執事上杉政憲（関東管領上杉氏の一族）の娘とする説があるが、これは範頼の母（範満の祖母）が扇谷上杉持定の姉妹であったものが誤解されたためであり、当時の史料に範満の母についての記録はない。
文明8年（1476年）、従兄で今川家第6代当主の今川義忠が戦死したが、義忠の嫡男である龍王丸（後の今川氏親）が幼少だったことから、譜代家臣の多くが範満の家督継承を支持し、龍王丸とその母の北川殿（幕臣伊勢盛定の娘、伊勢盛時（北条早雲）の姉）は小川郷（現在の焼津市小川）の長谷川政宣（法永長者）の館（小川城）へ逃れた。これにより、駿河国内は、範満派と龍王丸派の間で数度の合戦に及ぶ内乱状態となった。
この内乱に、範満の縁者（父・範頼の母方の従兄弟）である扇谷上杉家当主の上杉定正が、範満を支援するため家宰の太田道灌に兵を率いさせて駿河国へ派遣して介入してきた。享徳の乱で上杉家と協力関係にある堀越公方・足利政知もまた、執事上杉政憲と兵を派遣してきた。
幕府はこの事態に、龍王丸の叔父・伊勢盛時を派遣した、幕府と伊勢は両派を仲介し、龍王丸が成人するまで範満が家督を代行することで和談を成立させ、道灌と政憲を撤兵させた。範満は駿河館に入り、龍王丸は法水長者の館に身を寄せた。なお、盛時は龍王丸の将来の家督継承を確認するため、後にではあるが前将軍・足利義政の御内書を得ている。範満の家督代行の実態についてはよく分かっておらず、史料として確認できる範満の活動としては、伊東祐遠の忠節を賞した書状が2通残っている。
ところが、龍王丸が15歳になり成人しても範満は家督を返そうとはしなかったため、長享元年（1487年）に龍王丸の母の北川殿は京都で9代将軍・足利義尚に仕えていた弟の盛時に助力を要請した。盛時は再び駿河に下り、同志を集め、同年11月9日に駿河館を襲撃した。範満は防戦するが、敵わず自害した。範満の甥である孫五郎も共に自害したため、小鹿今川氏は断絶することになったが、元服して氏親と名乗り今川氏当主となった龍王丸は、孫五郎の庶弟とみられる民部少輔（後に安房守）を取り立てた。さらにこれを今川氏御一家の筆頭に据えることで、旧範満派の取り込みを図ったと推測されている。

## 人物
『今川記』は、範満を「武勇に優れたり」と評している。

## 学説
民部少輔（小鹿家）は「今川」を称することを特に許されていたが、今川範忠の時代に室町幕府から今川宗家以外が「今川」の名乗りを禁じられた（「天下一苗字」）とされる中で、小鹿範満とその一族は「万一の際に今川の家督を継げる家として宗家から特別な地位を認められていた」、もしくはそもそも禁令の存在自体を疑問視する、など後世からは様々な見解がある。
家永遵嗣は、範満の家督継承は前当主である今川義忠の死が幕府への反逆行為とみなされる行為の結果によるものであり、龍王丸も追討される可能性があったこと（伊勢盛時の下向も、反逆者の家族となった龍王丸を幕府が保護する目的があったとされる）と、太田道灌の支持によって成立していたが、文明18年（1486年）に道灌が暗殺されたため、後ろ盾を失った範満の権力基盤は弱体化し、その情勢を踏まえた上で伊勢盛時は駿河国人衆の支持を取り付け、龍王丸の家督継承を成功させた、と論考している。